# کانگ جی سوب
کانگ جی سوب (کره‌ای: 강지섭؛ زادهٔ کیم یونگ سوب در ۶ فوریه ۱۹۸۱) بازیگر اهل کره جنوبی است. او بازیگری را در سال ۲۰۰۵ با مجموعه تلویزیونی بهشت عزیز آغاز کرد و سپس در مجموعه‌های تلویزیونی از جمله دو همسر (۲۰۰۹) و اتاق دو زن (۲۰۱۳) ایفای نقش کرد. نخستین تجربه سینمایی کانگ در فیلم نقشه (۲۰۱۴) است.